# F-Zero (computerspelserie)
F-Zero is een computerspelserie van racespellen ontwikkeld en uitgegeven door Nintendo voor diverse spelcomputers.

## Serie
De F-Zero-serie is bekend om de snelle races, personages, hoge moeilijkheidsgraad en technische vooruitgang. De serie diende als inspiratie voor onder meer Daytona USA en de Wipeout-serie.
Het eerste spel in de serie verscheen op 21 november 1990 voor de Super NES en maakt hevig gebruik van de zogenaamde "Mode 7" scrollingtechniek. Hiermee worden objecten en achtergronden naar relatieve positie geschaald om een pseudo-3D-effect te verkrijgen. In die tijd was dit revolutionair, waar andere spellen nog beperkt waren tot een tweedimensionaal beeld.
Een personage dat dient als het "gezicht" van de serie is Captain Falcon. De premiejager wiens verleden niet duidelijk is, verschijnt vanaf 1998 in alle spellen in de serie.
F-Zero verscheen ook in andere franchises van Nintendo, waaronder de Super Smash Bros.-serie, in Mario Kart 8 en als minispel in Nintendo Land.

## Spellen in de reeks
- F-Zero (1990)
- F-Zero 2 (1997, alleen in Japan uitgebracht)
- F-Zero X (1998)
- F-Zero X-Pansion Kit (2000, alleen in Japan uitgebracht)
- F-Zero: Maximum Velocity (2001)
- F-Zero GX (2003)
- F-Zero: GP Legend (2004)
- F-Zero: Climax (2004)
- F-Zero 99 (2023)